# Suzanne Cryer
Suzanne Cryer (ur. 13 stycznia 1967 w Rochester) – amerykańska aktorka.

## Filmografia
- Prawo i porządek (1992) jako Sandy
- Some Folks Call it a Sling Blade (1994) jako Frances
- New York News (1995) jako Lorraine
- Życiowe opowieści: Rodzina w kryzysie (1996) jako Ava
- Karolina w mieście (1996) jako Rachel St. Augustine
- Kroniki Seinfelda (1997) jako Marcy
- Fakty i akty (1997) jako Amy Cain
- Wilbur Falls (1998) jako Katherine Devereaux
- Conrad Bloom (1998)
- My Mother Dreams the Satan’s Disciples in New York (1998) jako Marika
- Oni, ona i pizzeria (1998–2001) jako Ashley Walker
- Friends & Lovers (1999) jako Jane McCarthy
- It's Like, You Know... (1999) i (2001) jako Kate
- The Drew Carey Show (2002) jako Karen
- Frasier (2002) i (2003) jako Denise
- Randka z gwiazdą (2003) jako Molly
- Dr. Vegas (2004) jako Kate
- Diabli nadali (2005) jako Marcy Berger
- Ostry dyżur (2005) jako Toni Stillman
- Inconceivable (2005) jako Annie Hillman
- Po dyżurze (2005) jako Janice
- The PTA (2006) jako Martyr
- Kości (2006) jako agent Pickering
- CSI: Kryminalne zagadki Miami (2006) jako Julia Wells
- Shark (2006) jako Andrea Crosby
- Gotowe na wszystko (2007) jako Lynn Dean
- Chirurdzy (2007) jako Caroline Klein
- Weronika Mars (2007) jako Grace Schaffer
- The Happiest Day of His Life (2007) jako Cynthia
- Zabójcze umysły (2007) jako Susan Jacobs
- Kobiecy Klub Zbrodni (2008) jako Mia Spalding
- Bez śladu (2008) jako Kathy Reed
- Seks w wielkim mieście (2008) jako Dog Rescue Woman
- Żona wstępna (2008) jako Jolie Driver
- Bez skazy (2009) jako Carrie-Mae Wells
- Southland (2009) jako Mrs. Davis
- Amerykański tata (2009) jako Hooker #1 / Unattractive Girl #2 (głos)
- Dexter (2009) jako Tarla Grant
- Medium (2010) jako Joanna Spencer
- Ja w kapeli (2011) jako Dominique
- Teen Beach Movie (2013) jako ciotka Antoinette